# Запис Милорадовића храст (Поповњак)
Запис Милорадовића храст (Поповњак) се налази на парцели чији је власник Милорадовић Момчило.

## Локација
| Општина             | Деспотовац                                                                  |
| Катастарска општина | Поповњак                                                                    |
| Потес               | Муве                                                                        |
| Координате          | 44° 03′ 32″ С; 21° 29′ 12″ И / 44.058999999999997° С; 21.486799999999999° И |
| Надморска висина    | 286m                                                                        |

## Карактеристике
Дендрометријске вредности утврђене на терену и сателитским снимцима:
| Стабло                     | Храст |
| Висина стабла              | m     |
| Обим дебла                 | m     |
| Пречник крошње             | 24m   |
| Пречник дебла              | m     |
| Висина дебла до прве гране | m     |

## База записа
Запис је у оквиру Викимедија пројекта "Запис - Свето дрво" заведен под редним бројем 0432.